# Rada Powiatu Szydłowieckiego
Rada Powiatu Szydłowieckiego, ofic. Rada Powiatu w Szydłowcu – kolegialny organ stanowiący i kontrolny samorządu powiatu szydłowieckiego z siedzibą w Szydłowcu. Istnieje od 1 stycznia 1999. W jej skład wchodzą radni, wybierani w powiecie szydłowieckim w wyborach bezpośrednich na kadencje trwające 5 lat (do 2018 kadencja trwała 4 lata).
Obecna, VII kadencja rady trwa od 7 maja 2024, z planowanym zakończeniem w grudniu 2029. Przewodniczącym Rady Powiatu w Szydłowcu jest Kamil Minda (PSL), a funkcje jego zastępców pełnią: Agnieszka Sobutka-Klepaczewska (PO) i Robert Kuźdub (PiS). Starosta Szydłowiecki obecnej kadencji został wybrany spośród kandydatów spoza radnych; jest nim Robert Górlicki (PPSz). Pozostałymi członkami Zarządu Powiatu są radni: Anita Gołosz (PO) jako Wicestarosta oraz Barbara Majewska (PSL), Karol Siebyła (PPSz) i Cezary Sierawski (Samoobrona).
Rada Powiatu swoją siedzibę ma w budynku Starostwa Powiatowego w Szydłowcu (pl. M. Konopnickiej 7). Funkcjonuje tam biuro rady. Sesje rady oraz posiedzenia jej komisji odbywają się w sali plenarnej (zw. konferencyjną) starostwa.

## Organizacja

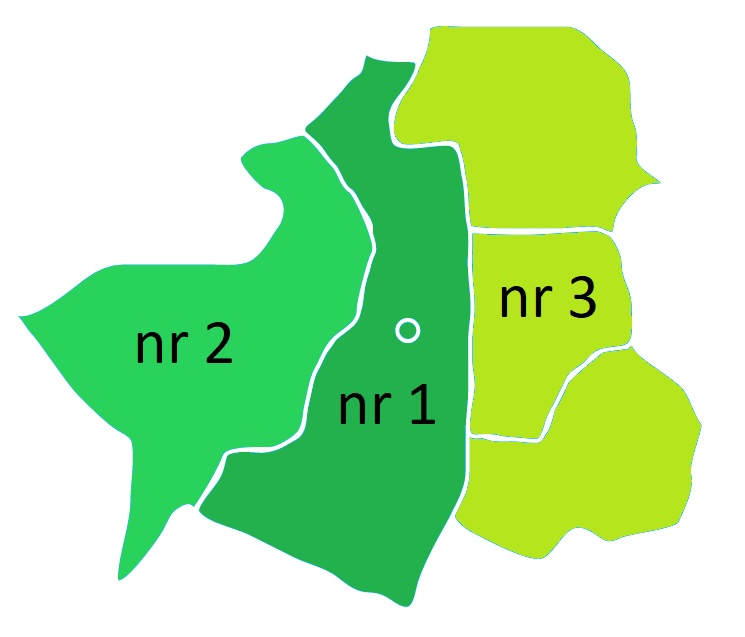
Mapa okręgów wyborczych do Rady Powiatu Szydłowieckiego w 1999–2024. Okręgi: nr 1 (Szydłowiec), nr 2 (Chlewiska), nr 3 (Jastrząb)

Obrady rady prowadzi Przewodniczący, który również dba o ich porządek. Przewodniczący organizuje również prace organu, zwołując sesje rady oraz reprezentując ją na zewnątrz, m.in. w czynnościach administracyjnych pomiędzy obywatelami i innymi organami, ciałami i służbami a Radą jako całością lub jej poszczególnymi komisjami. Radni zobowiązują się do pracy w co najmniej jednej komisji stałej. Rada Powiatu w Szydłowcu pracuje w następujących komisjach:
| L.p.              | Nazwa                                      | Obsługiwane działy |
| ----------------- | ------------------------------------------ | --- |
| 1.                | Budżetu, Rozwoju Gospodarczego i Rolnictwa | - finanse i budżet powiatu, - podatki i opłaty lokalne, - komunalno–powiatowe instytucje finansowe i udział powiatu w państwowych instrumentach finansowych, - majątek komunalny powiatu oraz zarządzanie i administrowanie składnikami własności Skarbu Państwa na terenie powiatu, - planowanie i zagospodarowanie przestrzenne, - gospodarka, rozwój regionalny i obszarów wiejskich, - rynki rolne i leśnictwo, - rolnictwo, rybołówstwo i rybactwo, - gospodarka złożami kopalin, - budownictwo i mieszkalnictwo, - energia, - transport, - łączność i informatyzacja, - klimat, środowisko i gospodarka wodna, - koordynacja zadań regionalnych gmin powiatu w ww. zakresie. |
| 2.                | Edukacji, Kultury i Bezpieczeństwa         | - oświata i wychowanie, - szkolnictwo wyższe i nauka, - kultura i ochrona dziedzictwa narodowego, - kultura fizyczna i turystyka, - wyznania religijne, mniejszości narodowe i etniczne, - bezpieczeństwo publiczne, - obronność i obrona cywilna, - sprawiedliwość, - koordynacja zadań regionalnych gmin powiatu w ww. zakresie. |
| 3.                | Zdrowia, Opieki Społecznej i Rodziny       | - zdrowie, - praca, zabezpieczenia społeczne i rodzina, - współpraca zewnętrzna samorządu powiatowego z administracją publiczną, innymi samorządami terytorialnymi i instytucjami wspólnoty europejskiej w zakresie integracji polityki regionalnej państwa i Unii Europejskiej, - koordynacja zadań regionalnych gmin powiatu w ww. zakresie. |
| 4.                | Rewizyjna                                  | - administracja powiatowa w zakresie kontroli wewnętrznej obszaru majątku, finansów i budżetu powiatu oraz zarządzania i administrowania składnikami własności Skarbu Państwa na terenie powiatu. |
| 5.                | Skarg, Wniosków i Petycji                  | - administracja powiatowa w zakresie społeczeństwa obywatelskiego i kontroli wewnętrznej, - współpraca samorządu powiatowego z administracją publiczną, służbami i inspekcjami, władzą sądowniczą, innymi samorządami terytorialnymi, organizacjami związkowymi i pozarządowymi w zakresie społeczeństwa obywatelskiego i przeciwdziałania patologiom władzy samorządowej, - koordynacja zadań regionalnych gmin powiatu w ww. zakresie (z wyjątkiem kontroli administracyjnej). |
| Komisje zniesione |                                            | |
| –                 | Statutowo–Regulaminowa (1999–2006)         | - administracja powiatowa w zakresie prawodawstwa miejscowego. |

## Ordynacja wyborcza
Radni Rady Powiatu w Szydłowcu są wybierani w wyborach samorządowych bezpośrednich co 5 lat (do 2018 co lat 4). Kandydaci uzyskują mandaty radnych w wielomandatowych okręgach wyborczych systemie proporcjonalnym, dzięki przeliczeniu głosów metodą D'Hondta. W 1997 ustalono okręgi wyborcze – samodzielne dla gmin Szydłowiec i Chlewiska oraz trzeci, wspólny dla pozostałych gmin wschodniej części powiatu (Jastrząb, Mirów, Orońsko).
| Okręg                             | Obszar                         | Obszar                         | Mandatów | Wyborców | Wyborców | Wyborców | Wyborców | Wyborców | Wyborców | Wyborców | Wyborców | Wyborców | Wyborców | Wyborców | Wyborców | Wyborców | Wyborców | Wyborców | Wyborców | Wyborców | Wyborców |
| Okręg                             | Obszar                         | Obszar                         | Mandatów | 1998     | 1998     | 1998     | 2002     | 2002     | 2002     | 2006     | 2006     | 2006     | 2010     | 2010     | 2010     | 2014     | 2014     | 2014     | 2018     | 2018     | 2018     |
| Okręg                             | Obszar                         | Obszar                         | Mandatów | Liczba   | +/−      | M        | Liczba   | +/−      | M        | Liczba   | +/−      | M        | Liczba   | +/−      | M        | Liczba   | +/−      | M        | Liczba   | +/−      | M        |
| --------------------------------- | ------------------------------ | ------------------------------ | -------- | -------- | -------- | -------- | -------- | -------- | -------- | -------- | -------- | -------- | -------- | -------- | -------- | -------- | -------- | -------- | -------- | -------- | -------- |
| 1.                                | gmina Szydłowiec               | gmina Szydłowiec               | 8        |          |          | 8        |          |          |          | 15 759   |          | 8        | 15 798   |          | 8        | 15 575   | 223      | 8        | 15 186   | 392      | 8        |
| 2.                                | gmina Chlewiska                | gmina Chlewiska                | 3        |          |          | 3        |          |          |          | 5 190    |          | 3        | 5 304    |          | 3        | 5 226    | 78       | 3        | 5 153    | 73       | 3        |
| 3.                                | gminy Jastrząb, Mirów, Orońsko | gminy Jastrząb, Mirów, Orońsko | 6        |          |          | 6        |          |          |          | 11 251   |          | 6        | 11 630   |          | 6        | 11 972   | 342      | 6        | 11 989   | 17       | 6        |
| 3.                                | w tym:                         | gmina Jastrząb                 | 6        |          |          |          |          |          |          | 3 936    |          | 2        | 4 098    |          |          | 4 261    | 163      | 4        | 4 228    | 33       | 2        |
| 3.                                | w tym:                         | gmina Mirów                    | 6        |          |          |          |          |          |          | 2 907    |          | 2        | 2 968    |          |          | 3 034    | 66       | 1        | 3 074    | 40       | 2        |
| 3.                                | w tym:                         | gmina Orońsko                  | 6        |          |          |          |          |          |          | 4 408    |          | 2        | 4 564    |          |          | 4 681    | 117      | 1        | 4 681    |          | 2        |
|                                   |                                |                                |          |          |          |          |          |          |          |          |          |          |          |          |          |          |          |          |          |          |          |
| Ogółem (Σ)                        | Ogółem (Σ)                     | Ogółem (Σ)                     | 17       |          |          | 17       |          |          | 17       | 32 200   |          | 17       | 32 732   |          | 17       | 32 773   | 41       | 17       | 32 328   | 445      | 17       |
| Objaśnienia: M – liczba mandatów. |                                |                                |          |          |          |          |          |          |          |          |          |          |          |          |          |          |          |          |          |          |          |

### 2024
| Okręg | Obszar                         | Obszar                         | Liczba mandatów | Liczba mandatów | Liczba wyborców |
| Okręg | Obszar                         | Obszar                         | Ordynowane      | Faktyczie       | Liczba wyborców |
| --- | ------------------------------ | ------------------------------ | --------------- | --------------- | --------------- |
| 1. | gminy Szydłowiec, Chlewiska    | gminy Szydłowiec, Chlewiska    | 9               | 9               |                 |
| 1. | w tym:                         | gmina Szydłowiec               | 9               |                 |                 |
| 1. | w tym:                         | gmina Chlewiska                | 9               |                 |                 |
| 2. | gminy Jastrząb, Mirów, Orońsko | gminy Jastrząb, Mirów, Orońsko | 6               | 6               |                 |
| 2. | w tym:                         | gmina Jastrząb                 | 6               |                 |                 |
| 2. | w tym:                         | gmina Mirów                    | 6               |                 |                 |
| 2. | w tym:                         | gmina Orońsko                  | 6               |                 |                 |
| |                                |                                |                 |                 |                 |
| Ogółem (Σ) | Ogółem (Σ)                     | Ogółem (Σ)                     | 15              |                 |                 |
| Źródło: PKW: Okręgi wyborcze w wyborach do Rad Powiatów w 2024 r. : Rada Powiatu w Szydłowcu. wybory.gov.pl. [dostęp 2024-03-05]. |                                |                                |                 |                 |                 |

## Historia

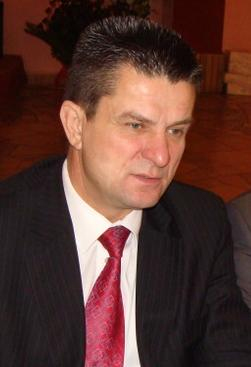
Włodzimierz Górlicki, starosta od 2006, fot. M. Sokołowski, 2009

Pierwszy skład rady powiatu został wyłoniony w wyniku wyborów samorządowych przeprowadzonych w 1998, wspólnie z wyborami do pozostałych rad samorządu terytorialnego: rad gmin i miejskiej oraz do sejmiku wojewódzkiego. Jednak rada rozpoczęła swoje obrady z dniem wejścia w życie ustawy o samorządzie powiatowym, 1 stycznia 1999.
Po wyborach samorządowych w 2002 największą liczbę mandatów w radzie otrzymała Wspólnota Ziemi Szydłowieckiej (7), gdyż utworzyła nieformalną koalicję wyborczą z Samorządem Ziemi Szydłowieckiej. Wszyscy kandydaci drugiej z list byli członkami WZS. Samodzielnie jednak Wspólnota wprowadziła do rady jednego kandydata. W wyniku podziału mandatów, ugrupowanie powołało większościowy zarząd powiatu, na którego czele stanął Andrzej Sz. Woda. Trudności w kierowaniu powiatem bez poparcia partii ogólnokrajowych spowodowały ruchy frakcyjne w koalicji i stopniowe opowiadanie się jej działaczy za Polskie Stronnictwo Ludowe. W trakcie III kadencji rady zarysowało się silne uzależnienie WZS od struktur okręgowych PSL (okręg nr 17 do Sejmu, nr 50 do Senatu).
W wyniku porozumień członków prezydium rady i zarządu powiatu 22 września 2003 starosta podał się do dymisji. Tego samego dnia rada wyłoniła nowy zarząd z Józefem Figarskim (PSL) jako starostą i Anną Łękawską (SLD – UP), wicestarostą. W 2006 rada ponownie stanęła przed koniecznością wyboru starosty, gdyż ówczesnemu został postawiony zarzut spowodowania wypadku drogowego. Jednak rada postanowiła pozostawić starostę na stanowisku, zawieszając go w obowiązkach do czasu uprawomocnienia się wyroku sądowego, co zbiegło się w czasie z wyłonieniem nowego składu rady w następnych wyborach.
Rada powiatu III kadencji dokonała wyboru nowego starosty. Został nim w 2006 kandydat spoza rady, Włodzimierz Górlicki (UW). Rada podejmowała reelekcję starosty w kolejnych kadencjach aż trzykrotnie: 2010, 2014 i 2018. Przyjęto przy tym, aby pozostali członkowie zarządu powiatu byli kooptowani spośród wybranych w wyborach bezpośrednich radnych rady. Miało to zapewnić poparcie społeczne zarządowi powiatu oraz ciągłość rozwojową w administrowaniu rejonem Szydłowca. W wyniku postanowień z 2006 życie publiczne powiatu szydłowieckiego uległo stopniowemu zamknięciu na nowe środowiska polityczne i uzależnianiu ich od miejscowego ośrodka władzy, skupionego wokół środowiska Porozumienia Samorządowo-Gospodarczego (później Porozumienie Gospodarcze). W orbicie jego wpływów znalazło się wiele ogniw politycznych, m.in. Solidarny Samorząd i lokalne struktury PR (od 2006), Porozumienie Społeczne, KWW „Samorządowo-Społeczny” (od 2014).
Głównymi graczami sceny politycznej powiatu szydłowieckiego, obok PG, pozostają silnie od niego zależne miejscowe struktury PSL, a nawet główny ich antagonista, WSZ. Te trzy główne ugrupowania, wchodzące w różne koalicje, trudne do obiektywnego scharakteryzowania w obecnej perspektywie czasu, podejmują walkę polityczną o dominację w obozie rządzącym. Pomimo konsekwentnego zaprzeczania swoim wzajemnym związkom, w ciągu 15 lat są podporą większości rady, udzielanej zarządowi powiatu.
W wyniku wyborów samorządowych w 2018 ukształtował się nowy podział mandatów, gdzie obóz rządzący nieco osłabł na rzecz PiS (5). Odpowiednia liczebność pozwoliła na uformowanie klubu radnych, którzy jawnie opowiadają się po stronie opozycji wobec zarządu powiatu (w 2018 zgłoszony jako klub radnych PiS). Klubowi przewodniczy Zdzisław Bąk, a jego zastępcą jest Piotr Kornatowski. Wśród członków klubu znalazł się również dawny koalicjant Marek Sokołowski (PSG/PR). Z racji na poparcie rządowe klub utrzymuje kurs tzw. „zrównoważonej opozycji”. Zdecydowaną opozycję pozaradziecką w Szydłowcu tworzą: reprezentowana w Sejmie i Senacie Polska Partia Socjalistyczna, oraz Unia Pracy.

## Wyniki wyborów

### 2002
SLD - UP: 3 
     Samoobrona RP: 1 
     PSL: 5 
     Wspólnota Ziemi Szydłowieckiej: 1 
     SZS: 6 
     LPR: 1 
| Komitet wyborczy | Komitet wyborczy                          | Głosy  | Głosy  | Głosy  | Głosy  | Głosy  | Głosy | Głosy | Głosy | Głosy           | Głosy           | Głosy           | Głosy           | Głosy        | Głosy        | Głosy        | Głosy        | Mandaty | Mandaty | Mandaty |
| Komitet wyborczy | Komitet wyborczy                          | Liczba | Liczba | Liczba | Liczba | +/−    | +/−   | +/−   | +/−   | % (głosujących) | % (głosujących) | % (głosujących) | % (głosujących) | % (wyborców) | % (wyborców) | % (wyborców) | % (wyborców) | Liczba  | +/−     | %       |
| Komitet wyborczy | Komitet wyborczy                          | Ogółem | 1      | 2      | 3      | Ogółem | 1     | 2     | 3     | Ogółem          | 1               | 2               | 3               | Ogółem       | 1            | 2            | 3            | Liczba  | +/−     | %       |
| ---------------- | ----------------------------------------- | ------ | ------ | ------ | ------ | ------ | ----- | ----- | ----- | --------------- | --------------- | --------------- | --------------- | ------------ | ------------ | ------------ | ------------ | ------- | ------- | ------- |
|                  | Polskie Stronnictwo Ludowe                |        |        |        |        |        |       |       |       |                 |                 |                 |                 |              |              |              |              |         |         |         |
|                  | Sojusz Lewicy Demokratycznej – Unia Pracy |        |        |        |        |        |       |       |       |                 |                 |                 |                 |              |              |              |              |         |         |         |
|                  | Samoobrona RP                             |        |        |        |        |        |       |       |       |                 |                 |                 |                 |              |              |              |              |         |         |         |
|                  | Liga Polskich Rodzin                      |        |        |        |        |        |       |       |       |                 |                 |                 |                 |              |              |              |              |         |         |         |
|                  | Wspólnota Ziemi Szydłowieckiej            |        |        |        |        |        |       |       |       |                 |                 |                 |                 |              |              |              |              |         |         |         |
|                  | Samorząd Ziemi Szydłowieckiej             |        |        |        |        |        |       |       |       |                 |                 |                 |                 |              |              |              |              |         |         |         |

### 2014
WS: 1 
     PSL: 3 
     WZS: 2 
     Sol. Sam.: 3 
     PSG: 2 
     PO: 2 
     LPR: 1 
| Komitet wyborczy | Komitet wyborczy               | Głosy  | Głosy  | Głosy  | Głosy  | Głosy  | Głosy | Głosy | Głosy | Głosy           | Głosy           | Głosy           | Głosy           | Głosy        | Głosy        | Głosy        | Głosy        | Mandaty | Mandaty | Mandaty |
| Komitet wyborczy | Komitet wyborczy               | Liczba | Liczba | Liczba | Liczba | +/−    | +/−   | +/−   | +/−   | % (głosujących) | % (głosujących) | % (głosujących) | % (głosujących) | % (wyborców) | % (wyborców) | % (wyborców) | % (wyborców) | Liczba  | +/−     | %       |
| Komitet wyborczy | Komitet wyborczy               | Ogółem | 1      | 2      | 3      | Ogółem | 1     | 2     | 3     | Ogółem          | 1               | 2               | 3               | Ogółem       | 1            | 2            | 3            | Liczba  | +/−     | %       |
| ---------------- | ------------------------------ | ------ | ------ | ------ | ------ | ------ | ----- | ----- | ----- | --------------- | --------------- | --------------- | --------------- | ------------ | ------------ | ------------ | ------------ | ------- | ------- | ------- |
|                  | Polskie Stronnictwo Ludowe     | 3 460  |        |        |        |        |       |       |       |                 |                 |                 |                 |              |              |              |              |         |         |         |
|                  | Prawo i Sprawiedliwość         |        |        |        |        |        |       |       |       |                 |                 |                 |                 |              |              |              |              |         |         |         |
|                  | SLD Lewica Razem               |        |        |        |        |        |       |       |       |                 |                 |                 |                 |              |              |              |              |         |         |         |
|                  | Porozumienie Gospodarcze       |        |        |        |        |        |       |       |       |                 |                 |                 |                 |              |              |              |              |         |         |         |
|                  | Solidarny Samorząd             |        |        |        |        |        |       |       |       |                 |                 |                 |                 |              |              |              |              |         |         |         |
|                  | KWW „Samorządowo-Społeczny”    |        |        |        |        |        |       |       |       |                 |                 |                 |                 |              |              |              |              |         |         |         |
|                  | Wspólnota Ziemi Szydłowieckiej |        |        |        |        |        |       |       |       |                 |                 |                 |                 |              |              |              |              |         |         |         |
|                  |                                |        |        |        |        |        |       |       |       |                 |                 |                 |                 |              |              |              |              |         |         |         |
|                  | Wspólnota Szydłowiecka „Razem” |        |        |        |        |        |       |       |       |                 |                 |                 |                 |              |              |              |              |         |         |         |
|                  |                                |        |        |        |        |        |       |       |       |                 |                 |                 |                 |              |              |              |              |         |         |         |
|                  | Ogółem                         |        |        |        |        |        |       |       |       |                 |                 |                 |                 |              |              |              |              |         |         |         |

### 2018
Samoobrona: 1 
     Wspólnota Ziemi Szydłowieckiej: 1 
     Polskie Stronnictwo Ludowe: 2 
     Unia Europejskich Demokratów: 1 
     Porozumienie Gospodarcze: 4 
     Solidarny Samorząd: 2 
     Prawo i Sprawiedliwość: 5 
     Ruch Narodowy: 1 

## Skład rady

### I kadencja (1999–2002)
| #   | Radny                                   | Okręg | Gmina      | Partia | Funkcje / Komisje                                                     | Poparcie wyborcze | Poparcie wyborcze | Poparcie wyborcze |
| #   | Radny                                   | Okręg | Gmina      | Partia | Funkcje / Komisje                                                     | Głosy             | +/−               | %                 |
| --- | --------------------------------------- | ----- | ---------- | ------ | --------------------------------------------------------------------- | ----------------- | ----------------- | ----------------- |
| 1.  | Dworak, Stanisław (1938–2008)           | 1     | Szydłowiec | SLD    | członek Zarządu Powiatu                                               |                   |                   |                   |
| 2.  | Górlicki, Włodzimierz (ur. 1955)        | 1     | Szydłowiec | UW     | radny Rady Miejskiej w Szydłowcu, Wiceburmistrz Szydłowca (2000–2001) |                   |                   |                   |
| 3.  | Kozioł, Stanisław (ur. 1958)            | 2     | Chlewiska  | AWS    |                                                                       |                   |                   |                   |
| 4.  | Łyżwa, Adolf (ur. 1931)                 | 1     | Szydłowiec |        | radny do 31.12.1999 r.                                                |                   |                   |                   |
| 5.  | Środa, Roman (1947–2022)                | 1     | Szydłowiec | UP     | Wicestarosta                                                          |                   |                   |                   |
| 6.  | Świercz, Tadeusz                        | 1     | Szydłowiec | UP     | Przewodniczący Rady Powiatu                                           |                   |                   |                   |
| 7.  | Włodarczyk, Julian Stanisław (ur. 1958) | 3     | Jastrząb   | AWS    | wójt gm. Jastrząb                                                     |                   |                   |                   |
| 8.  | Woźniak, Roman Bogusław (ur. 1961)      | 3     | Orońsko    | PSL    | Starosta                                                              |                   |                   |                   |
| 8.  |                                         |       |            |        |                                                                       |                   |                   |                   |
| 9.  |                                         |       |            |        |                                                                       |                   |                   |                   |
| 10. |                                         |       |            |        |                                                                       |                   |                   |                   |
| 11. |                                         |       |            |        |                                                                       |                   |                   |                   |
| 12. |                                         |       |            |        |                                                                       |                   |                   |                   |
| 13. |                                         |       |            |        |                                                                       |                   |                   |                   |
| 14. |                                         |       |            |        |                                                                       |                   |                   |                   |
| 15. |                                         |       |            |        |                                                                       |                   |                   |                   |
| 16. |                                         |       |            |        |                                                                       |                   |                   |                   |
| 17. |                                         |       |            |        |                                                                       |                   |                   |                   |

### II kadencja (2002–2006)
| #   | Radny                                    | Okręg | Gmina      | Partia                         | Funkcje / Komisje | Poparcie wyborcze | Poparcie wyborcze | Poparcie wyborcze |
| #   | Radny                                    | Okręg | Gmina      | Partia                         | Funkcje / Komisje | Głosy             | +/−               | %                 |
| --- | ---------------------------------------- | ----- | ---------- | ------------------------------ | --- | ----------------- | ----------------- | ----------------- |
| 1.  | Adamczyk, Krystyna (ur. 1948)            | 1     | Szydłowiec | Wspólnota Ziemi Szydłowieckiej | członkini Zarządu Powiatu (do 22 września 2003), Radna Seniorka (de facto) - Edukacji, Kultury i Bezpieczeństwa, - Zdrowia, Opieki Społecznej i Rodziny | 214               |                   |                   |
| 2.  | Basiak, Jarosław Zbigniew (ur. 1969)     | 3     | Mirów      | PSL                            | członek Zarządu Powiatu (27.11.2002–22.09.2003) - Budżetu, Rozwoju Gospodarczego i Rolnictwa (przewodniczący), - Statutowo–Regulaminowa, - Zdrowia, Opieki Społecznej i Rodziny, - Rada Społeczna przy SPZZOZ w Szydłowcu (od 29.01.2003) | 196               |                   |                   |
| 3.  | Bodo, Janina (ur. 1948)                  | 3     | Jasrząb    | PSL                            | - Rewizyjna, - Zdrowia, Opieki Społecznej i Rodziny | 323               |                   |                   |
| 4.  | Czerwiak, Józef (ur. 1946)               | 1     | Szydłowiec | SLD                            | członek Zarządu Powiatu (od 22 września 2003), Radny Senior (de iure) - Budżetu, Rozwoju Gospodarczego i Rolnictwa, - Zdrowia, Opieki Społecznej i Rodziny | 262               |                   |                   |
| 5.  | Figarski, Józef (ur. 1958)               | 3     | Orońsko    | PSL                            | członek Zarządu Powiatu (do 18 marca 2003), Starosta Szydłowiecki (od 22 września 2003) - Budżetu, Rozwoju Gospodarczego i Rolnictwa, - Edukacji, Kultury i Bezpieczeństwa (do 29 kwietnia 2003) - Rewizyjna (przewodniczący od 18 marca 2003 do 22 września 2003), - Rada Społeczna przy SPZZOZ w Szydłowcu (od 29 stycznia 2003) | 309               |                   |                   |
| 6.  | Figarski, Marek Zygmunt (ur. 1954)       | 3     | Orońsko    | PSL                            | Wiceprzewodniczący Rady Powiatu (od 2004) | 332               |                   |                   |
| 7.  | Górlicki, Ryszard (ur. 1948)             | 1     | Szydłowiec | PSL                            | - Budżetu, Rozwoju Gospodarczego i Rolnictwa, - Edukacji, Kultury i Bezpieczeństwa | 174               |                   |                   |
| 8.  | Jaśkiewicz, Leszek Ryszard (ur. 1957)    | 2     | Chlewiska  | PSL                            | członek Zarządu Powiatu (od 18 marca 2003 do 22 września 2003) - Rewizyjna (przewodniczący, do 18 marca 2003), - Edukacji, Kultury i Bezpieczeństwa | 246               |                   |                   |
| 9.  | Jerz, Maciej Jacek (ur. 1977)            | 1     | Szydłowiec | LPR                            | - Zdrowia, Opieki Społecznej i Rodziny (przewodniczący), - Rewizyjna, - Statutowo–Regulaminowa, - Bezpieczeństwa i Porządku (od 29 stycznia 2003), - Rada Społeczna przy SPZZOZ w Szydłowcu (od 29 stycznia 2003) | 272               |                   |                   |
| 10. | Kosno, Zofia Barbara (ur. 1946)          | 3     | Jastrząb   | SLD – UP                       | wójt gm. Jastrząb | 352               |                   |                   |
| 10. | Gula, Jan Stanisław (ur. 1950)           | 3     | Jastrząb   | SLD                            | Przewodniczący Rady Powiatu (2004–2006) - Edukacji, Kultury i Bezpieczeństwa | 332               |                   |                   |
| 11. | Ludew, Artur (ur. 1974)                  | 1     | Szydłowiec | PSL                            | Przewodniczący Rady Powiatu (do 2004) - Budżetu, Rozwoju Gospodarczego i Rolnictwa, - Edukacji, Kultury i Bezpieczeństwa - Rada Społeczna przy SPZZOZ w Szydłowcu (od 29 stycznia 2003) | 249               |                   |                   |
| 12. | Łękawska, Anna (ur. 1953)                | 1     | Szydłowiec | SLD – UP                       | Wicestarosta Szydłowiecka (od 22 września 2003) - Edukacji, Kultury i Bezpieczeństwa (przewodnicząca), - Budżetu, Rozwoju Gospodarczego i Rolnictwa | 245               |                   |                   |
| 13. | Sadownik, Marek Marian (ur. 1962)        | 2     | Chlewiska  | PSL                            | członek Zarządu Powiatu (od 22 września 2003) - Rewizyjna (zastępca przewodniczącego), - Edukacji, Kultury i Bezpieczeństwa | 207               |                   |                   |
| 14. | Sierawski, Cezary Włodzimierz (ur. 1963) | 3     | Jastrząb   | Samoobrona RP                  | Wicestarosta Szydłowiecki (do 22 września 2003) - Budżetu, Rozwoju Gospodarczego i Rolnictwa, - Edukacji, Kultury i Bezpieczeństwa, - Statutowo–Regulaminowa - Rada Społeczna przy SZZOZ w Szydłowcu (od 29 stycznia 2003) | 265               |                   |                   |
| 15. | Sowiński, Jan (ur. 1961)                 | 2     | Chlewiska  | PSL                            | - Zdrowia, Opieki Społecznej i Rodziny | 234               |                   |                   |
| 16. | Woda, Andrzej Szymon (ur. 1949)          | 1     | Szydłowiec | Wspólnota Ziemi Szydłowieckiej | Starosta Szydłowiecki (do 22 września 2003), - Statutowo–Regulaminowa (przewodniczący) – z urzędu, - Budżetu, Rozwoju Gospodarczego i Rolnictwa, - Zdrowia, Opieki Społecznej i Rodziny, - delegat do ZPP – z urzędu (od 30 grudnia 2002) - Bezpieczeństwa i Porządku (przewodniczący od 29 stycznia 2003 do 22 września 2003) – z urzędu, - Rada Społeczna przy SPZZOZ w Szydłowcu (przewodniczący od 29 stycznia 2003 do 22 września 2003) – z urzędu | 325               |                   |                   |
| 17. | Ziółkowski, Krzysztof Piotr (ur. 1955)   | 1     | Szydłowiec | Wspólnota Ziemi Szydłowieckiej | Wiceburmistrz Szydłowca - Rewizyjna (sekretarz), - Budżetu, Rozwoju Gospodarczego i Rolnictwa | 216               |                   |                   |

### III kadencja (2006–2010)
| #   | Radny                                 | Okręg | Gmina      | Partia                         | Funkcja / Komisja | Poparcie wyborcze | Poparcie wyborcze | Poparcie wyborcze |
| #   | Radny                                 | Okręg | Gmina      | Partia                         | Funkcja / Komisja | Głosy             | +/−               | %                 |
| --- | ------------------------------------- | ----- | ---------- | ------------------------------ | --- | ----------------- | ----------------- | ----------------- |
| 1.  | Adamczyk, Krystyna (ur. 1948)         | 1     | Szydłowiec | Wspólnota Ziemi Szydłowieckiej | - Edukacji, Kultury i Bezpieczeństwa (przewodnicząca)                                                                      | 250               |                   |                   |
| 2.  | Basiak, Jarosław Zbigniew (ur. 1969)  | 3     | Mirów      | PSL                            | - Budżetu, Rozwoju Gospodarczego i Rolnictwa (przewodniczący), - Zdrowia, Opieki Społecznej i Rodziny                      | 205               |                   |                   |
| 3.  | Budzyński, Piotr (ur. 1962)           | 3     | Orońsko    | PO                             | - Budżetu, Rozwoju Gospodarczego i Rolnictwa                                                                               | 234               |                   |                   |
| 4.  | Gnat, Danuta Jolanta (ur. 1962)       | 2     | Chlewiska  | PO                             | - Edukacji, Kultury i Bezpieczeństwa, - Zdrowia, Opieki Społecznej i Rodziny                                               | 214               |                   |                   |
| 5.  | Gula, Jan Stanisław (ur. 1950)        | 3     | Jastrząb   | SLD                            | - Edukacji, Kultury i Bezpieczeństwa                                                                                       | 561               |                   |                   |
| 6.  | Jaśkiewicz, Leszek Ryszard (ur. 1957) | 2     | Chlewiska  | PiS                            | I Wiceprzewodniczący Rady Powiatu - Edukacji, Kultury i Bezpieczeństwa                                                     | 242               |                   |                   |
| 7.  | Majewska, Barbara (ur. 1966)          | 1     | Szydłowiec | PSL                            | członkini Zarządu Powiatu - Edukacji, Kultury i Bezpieczeństwa, - Zdrowia, Opieki Społecznej i Rodziny                     | 321               |                   |                   |
| 8.  | Mamla, Rajmund Kazimierz (ur. 1955)   | 1     | Szydłowiec | PSL                            | - Edukacji, Kultury i Bezpieczeństwa                                                                                       | 290               |                   |                   |
| 9.  | Siembiot, Mirosława Hanna (ur. 1951)  | 1     | Szydłowiec | PiS                            | członkini Zarządu Powiatu - Zdrowia, Opieki Społecznej i Rodziny                                                           | 247               |                   |                   |
| 10. | Sokołowski, Marek (ur. 1959)          | 1     | Szydłowiec | PR                             | Przewodniczący Rady Powiatu - Budżetu, Rozwoju Gospodarczego i Rolnictwa, - Edukacji, Kultury i Bezpieczeństwa             | 230               |                   |                   |
| 11. | Sowiński, Waldemar Tomasz (ur. 1957)  | 2     | Chlewiska  | KWW „Solidarny Samorząd”       | - Budżetu, Rozwoju Gospodarczego i Rolnictwa                                                                               | 265               |                   |                   |
| 12. | Stanik, Monika (ur. 1981)             | 1     | Szydłowiec | PiS                            | - Zdrowia, Opieki Społecznej i Rodziny                                                                                     | 180               |                   |                   |
| 13. | Stąpor, Dariusz (ur. 1961)            | 3     | Mirów      | KWW „Solidarny Samorząd”       | II Wiceprzewodniczący Rady Powiatu - Edukacji, Kultury i Bezpieczeństwa                                                    | 195               |                   |                   |
| 14. | Wanat, Barbara (ur. 1940)             | 3     | Jastrząb   | LPR                            | Radna Seniorka - Zdrowia, Opieki Społecznej i Rodziny (przewodnicząca)                                                     | 285               |                   |                   |
| 15. | Wlazło, Adam (ur. 1963)               | 1     | Szydłowiec | PSL                            | członek Zarządu Powiatu - Budżetu, Rozwoju Gospodarczego i Rolnictwa, - Zdrowia, Opieki Społecznej i Rodziny               | 179               |                   |                   |
| 16. | Woda, Andrzej Szymon (ur. 1949)       | 1     | Szydłowiec | Wspólnota Ziemi Szydłowieckiej | - Edukacji, Kultury i Bezpieczeństwa, - Budżetu, Rozwoju Gospodarczego i Rolnictwa, - Zdrowia, Opieki Społecznej i Rodziny | 263               |                   |                   |
| 17. | Woźniak, Roman Bogusław (ur. 1961)    | 3     | Orońsko    | PSL                            | Wicestarosta Szydłowiecki - Budżetu, Rozwoju Gospodarczego i Rolnictwa, - Zdrowia, Opieki Społecznej i Rodziny             | 423               |                   |                   |

### IV kadencja (2010–2014)
| #    | Radny                                                                | Okręg | Gmina      | Partia                               | Funkcja / Komisja                                                                                     | Wynik wyborczy | Wynik wyborczy | Wynik wyborczy |
| #    | Radny                                                                | Okręg | Gmina      | Partia                               | Funkcja / Komisja                                                                                     | Głosy          | +/−            | %              |
| ---- | -------------------------------------------------------------------- | ----- | ---------- | ------------------------------------ | --- | -------------- | -------------- | -------------- |
| 1.   | Adamczyk, Krystyna (ur. 1948)                                        | 1     | Szydłowiec | Wspólnota Ziemi Szydłowieckiej       | Radna Seniorka - Edukacji, Kultury i Bezpieczeństwa (przewodnicząca)                                  | 294            | 44             |                |
| 2.   | Basiak, Jarosław Zbigniew (ur. 1969)                                 | 3     | Mirów      | PSL                                  | - Budżetu, Rozwoju Gospodarczego i Rolnictwa (przewodniczący), - Zdrowia, Opieki Społecznej i Rodziny | 258            | 53             |                |
| 3.   | Bracha, Andrzej (ur. 1965)                                           | 3     | Jastrząb   | Porozumienie Samorządowo–Gospodarcze | - Rewizyjna (sekretarz), - Budżetu, Rozwoju Gospodarczego i Rolnictwa                                 | 433            |                |                |
| 4.   | Figarski, Marek Zygmunt (ur. 1954)                                   | 3     | Orońsko    | PSL                                  | członek Zarządu Powiatu - Budżetu, Rozwoju Gospodarczego i Rolnictwa                                  | 386            | · 2006         |                |
| 4.   | Figarski, Marek Zygmunt (ur. 1954)                                   | 3     | Orońsko    | PSL                                  | członek Zarządu Powiatu - Budżetu, Rozwoju Gospodarczego i Rolnictwa                                  | 386            | 54 · 2002      |                |
| 5.   | Gula, Jan Stanisław (ur. 1950)                                       | 3     | Jastrząb   | SLD                                  | I Wiceprzewodniczący Rady Powiatu - Edukacji, Kultury i Bezpieczeństwa                                | 495            | 66             |                |
| 6.   | Ludew, Artur (ur. 1974)                                              | 1     | Szydłowiec | PSL                                  | - Edukacji, Kultury i Bezpieczeństwa                                                                  | 314            | 135            | 1,99%          |
| 7.   | Majewska, Barbara (ur. 1966)                                         | 1     | Szydłowiec | PSL                                  | członkini Zarządu Powiatu - Edukacji, Kultury i Bezpieczeństwa                                        | 482            | 161            | 3,06%          |
| 8.   | Mamla, Dariusz (ur. 1980)                                            | 2     | Chlewiska  | PSL                                  | - Edukacji, Kultury i Bezpieczeństwa, - Zdrowia, Opieki Społecznej i Rodziny                          | 265            |                | 5%             |
| 9.   | Sadownik, Marek Marian (ur. 1962)                                    | 2     | Chlewiska  | PSL                                  | - Rewizyjna (przewodniczący), - Bezpieczeństwa i Porządku                                             | 249            | · 2006         | 4,69%          |
| 9.   | Sadownik, Marek Marian (ur. 1962)                                    | 2     | Chlewiska  | PSL                                  | - Rewizyjna (przewodniczący), - Bezpieczeństwa i Porządku                                             | 249            | 42 · 2002      | 4,69%          |
| 10.  | Siembiot, Mirosława Hanna (ur. 1951)                                 | 1     | Szydłowiec | PiS                                  | - Zdrowia, Opieki Społecznej i Rodziny                                                                | 355            |                |                |
| 11.  | Sierawski, Cezary Włodzimierz (ur. 1963)                             | 3     | Jastrząb   | Samoobrona                           | - Zdrowia, Opieki Społecznej i Rodziny (przewodniczący), - Budżetu, Rozwoju Gospodarczego i Rolnictwa | 441            |                |                |
| 12.  | Sokołowski, Marek (ur. 1959)                                         | 1     | Szydłowiec | PR                                   | Przewodniczący Rady Powiatu - Budżetu, Rozwoju Gospodarczego i Rolnictwa, - Bezpieczeństwa i Porządku | 456            |                |                |
| 13.  | Sowiński, Waldemar Tomasz (ur. 1957)                                 | 2     | Chlewiska  | KWW „Solidarny Samorząd”             | - Rewizyjna (wiceprzewodniczący), - Budżetu, Rozwoju Gospodarczego i Rolnictwa                        | 362            |                |                |
| 14.  | Stanik, Monika (ur. 1981)                                            | 1     | Szydłowiec | PiS                                  | członkini Zarządu Powiatu - Edukacji, Kultury i Bezpieczeństwa                                        | 371            |                |                |
| 15.  | Wlazło, Adam (ur. 1963)                                              | 1     | Szydłowiec | PSL                                  | II Wiceprzewodniczący Rady Powiatu - Zdrowia, Opieki Społecznej i Rodziny                             | 209            | 30             |                |
| 16.  | Woźniak, Roman Bogusław (ur. 1961)                                   | 3     | Orońsko    | PSL                                  | Wicestarosta Szydłowiecki - Budżetu, Rozwoju Gospodarczego i Rolnictwa                                | 525            |                |                |
| 17a. | Ziółkowski, Krzysztof Piotr (ur. 1955) 2 grudnia 2010–1 czerwca 2011 | 1     | Szydłowiec | Wspólnota Ziemi Szydłowieckiej       | Wiceburmistrz Szydłowca - Budżetu, Rozwoju Gospodarczego i Rolnictwa                                  | 299            |                |                |
| 17b. | Czerwiak, Józef (ur. 1946) 1 czerwca 2011–30 listopada 2014          | 1     | Szydłowiec | SLD                                  | - Budżetu, Rozwoju Gospodarczego i Rolnictwa                                                          | 285            |                |                |

### V kadencja (2014–2018)
| # | Radny                                      | Okręg | Gmina      | Partia                         | Funkcja / Komisja | Wynik wyborczy | Wynik wyborczy | Wynik wyborczy |
| # | Radny                                      | Okręg | Gmina      | Partia                         | Funkcja / Komisja | Głosy          | +/−            | %              |
| --- | ------------------------------------------ | ----- | ---------- | ------------------------------ | --- | -------------- | -------------- | -------------- |
| 1. | Bodo, Janina (ur. 1948)                    | 3     | Jastrząb   | PSL                            | I Wiceprzewodnicząca Rady Powiatu, Radna Seniorka - Edukacji, Kultury i Bezpieczeństwa                                                                            | 328            | 171            | 2,74%          |
| 2. | Gołosz, Anita Elżbieta (ur. 1973)          | 3     | Mirów      | PO                             | Przewodnicząca Rady Powiatu - Budżetu, Rozwoju Gospodarczego i Rolnictwa, - Zdrowia, Opieki Społecznej i Rodziny                                                  | 347            |                | 2,90%          |
| 3. | Górlicki, Robert Maciej (ur. 1976)         | 1     | Szydłowiec | Wspólnota Ziemi Szydłowieckiej | - Edukacji, Kultury i Bezpieczeństwa, - Rewizyjna | 202            |                | 1,30%          |
| 4. | Górlicki, Włodzimierz (ur. 1955)           | 1     | Szydłowiec | UED                            | Starosta Szydłowiecki - Budżetu, Rozwoju Gospodarczego i Rolnictwa, - Zdrowia, Opieki Społecznej i Rodziny - Bezpieczeństwa i Porządku (przewodniczący), z urzędu | 822            |                | 5,28%          |
| 5. | Kornatowski, Piotr Walenty (ur. 1949)      | 1     | Szydłowiec | PiS                            | - Budżetu, Rozwoju Gospodarczego i Rolnictwa, - Bezpieczeństwa i Porządku                                                                                         | 118            | 28             | 0,76%          |
| 6. | Majewska, Barbara (ur. 1966)               | 1     | Szydłowiec | PSL                            | - Budżetu, Rozwoju Gospodarczego i Rolnictwa, - Rewizyjna | 302            | 180            | 1,95%          |
| 7. | Majsiak-Gromek, Aneta Agnieszka (ur. 1972) | 3     | Jastrząb   | PiS                            | - Edukacji, Kultury i Bezpieczeństwa - Zdrowia, Opieki Społecznej i Rodziny                                                                                       | 305            |                | 2,55%          |
| 8. | Mamla, Dariusz (ur. 1980)                  | 2     | Chlewiska  | PSL                            | II Wiceprzewodniczący Rady Powiatu - Edukacji, Kultury i Bezpieczeństwa, - Budżetu, Rozwoju Gospodarczego i Rolnictwa                                             | 261            | 4              | 4,99%          |
| 9. | Mamla, Rajmund Kazimierz (ur. 1955)        | 1     | Szydłowiec | PSL                            | - Rewizyjna (zastępca przewodniczącego), - Edukacji, Kultury i Bezpieczeństwa, - Bezpieczeństwa i Porządku                                                        | 308            | · 2010         | 1,98%          |
| 9. | Mamla, Rajmund Kazimierz (ur. 1955)        | 1     | Szydłowiec | PSL                            | - Rewizyjna (zastępca przewodniczącego), - Edukacji, Kultury i Bezpieczeństwa, - Bezpieczeństwa i Porządku                                                        | 308            | 18 · 2006      | 1,98%          |
| 10. | Nędzka, Kazimierz Gerard (ur. 1955)        | 2     | Chlewiska  | KWW „Solidarny Samorząd”       | - Rewizyjna (przewodniczący), - Budżetu, Rozwoju Gospodarczego i Rolnictwa                                                                                        | 97             | 120            | 1,86%          |
| 11. | Nojek, Sławomir Adam (ur. 1972)            | 1     | Szydłowiec | WiS                            | - Budżetu, Rozwoju Gospodarczego i Rolnictwa, - Rewizyjna | 334            |                | 2,14%          |
| 12. | Parszewski, Krzysztof (ur. 1987)           | 3     | Jastrząb   | KWW „Samorządowo–Społeczny”    | - Edukacji, Kultury i Bezpieczeństwa (przewodniczący), - Rewizyjna (sekretarz)                                                                                    | 214            |                | 1,79%          |
| 13. | Rejczak, Krzysztof Leszek (ur. 1979)       | 2     | Chlewiska  | PSL                            | członek Zarządu Powiatu - Budżetu, Rozwoju Gospodarczego i Rolnictwa                                                                                              | 282            |                | 5,40%          |
| 14. | Siebyła, Karol Arkadiusz (ur. 1985)        | 1     | Szydłowiec | Porozumienie Gospodarcze       | członek Zarządu Powiatu - Edukacji, Kultury i Bezpieczeństwa, - Budżetu, Rozwoju Gospodarczego i Rolnictwa                                                        | 473            | 197            | 3,04%          |
| 15. | Sierawski, Cezary Włodzimierz (ur. 1963)   | 3     | Jastrząb   | Samoobrona                     | - Zdrowia, Opieki Społecznej i Rodziny (przewodniczący), - Rewizyjna                                                                                              | 490            | 49             | 4,11%          |
| 16. | Woźniak, Roman Bogusław (ur. 1961)         | 3     | Orońsko    | PSL                            | Wicestarosta Szydłowiecki (do 8 marca 2017) - Budżetu, Rozwoju Gospodarczego i Rolnictwa (przewodniczący), - Zdrowia, Opieki Społecznej i Rodziny                 | 592            | 67             | 4,94%          |
| 17. | Zawodnik, Paweł (ur. 1990)                 | 1     | Szydłowiec | KWW „Solidarny Samorząd”       | członek Zarządu Powiatu - Budżetu, Rozwoju Gospodarczego i Rolnictwa                                                                                              | 332            | 205            | 2,13%          |
| Źródło: Rady powiatów – powiat szydłowiecki: Wybory Samorządowe 2014. Państwowa Komisja Wyborcza. [dostęp 2023-10-09]. |                                            |       |            |                                | |                |                |                |

### VI kadencja (2018–2024)
| # | Radny                                      | Okręg | Gmina      | Partia polityczna        | Funkcja / Komisja | Wynik wyborczy | Wynik wyborczy | Wynik wyborczy |
| # | Radny                                      | Okręg | Gmina      | Partia polityczna        | Funkcja / Komisja | Głosy          | +/−            | %              |
| --- | ------------------------------------------ | ----- | ---------- | ------------------------ | --- | -------------- | -------------- | -------------- |
| 1. | Basiak, Remigiusz Józef (ur. 1973)         | 3     | Jastrząb   | PSL                      | - Skarg, Wniosków i Petycji (przewodniczący), - Rewizyjna, - Bezpieczeństwa i Porządku                                                                                               | 291            |                | 2,43%          |
| 2. | Bąk, Zdzisław Tadeusz (ur. 1960)           | 2     | Chlewiska  | PiS                      | przewodniczący Klubu Radnych PiS - Edukacji, Kultury i Bezpieczeństwa | 306            | 159            | 5,94%          |
| 3. | Figarska, Alicja Bożena (ur. 1955)         | 3     | Orońsko    | PiS                      | - Zdrowia, Opieki Społecznej i Rodziny | 476            |                | 3,94%          |
| 4. | Gołosz, Anita Elżbieta (ur. 1973)          | 3     | Mirów      | PO                       | Wicestarosta Szydłowieca - Budżetu, Rozwoju Gospodarczego i Rolnictwa (przewodnicząca) - Edukacji, Kultury i Bezpieczeństwa - Bezpieczeństwa i Porządku - Powiatowa Rada Rynku Pracy | 1 014          | 668            | 8,46%          |
| 5. | Górlicki, Robert Maciej (ur. 1976)         | 1     | Szydłowiec | Porozumienie Gospodarcze | II zastępca przewodniczącego Rady Powiatu - Edukacji, Kultury i Bezpieczeństwa (przewodniczący) - Budżetu, Rozwoju Gospodarczego i Rolnictwa                                         | 237            | 35             | 1,56%          |
| 6. | Górlicki, Włodzimierz (ur. 1955)           | 1     | Szydłowiec | UED                      | Starosta Szydłowiecki - Bezpieczeństwa i Porządku (przewodniczący), z urzędu - Rada Muzeum Ludowych Instrumentów Muzycznych w Szydłowcu                                              | 558            | 324            | 3,67%          |
| 7. | Kornatowski, Piotr Walenty (ur. 1949)      | 1     | Szydłowiec | PiS                      | Radny Senior, zastępca przewodniczącego Klubu Radnych PiS - Budżetu, Rozwoju Gospodarczego i Rolnictwa                                                                               | 349            | 231            | 2,30%          |
| 8. | Kowalik, Joanna Nina (ur. 1980)            | 3     | Mirów      | PiS                      | - Zdrowia, Opieki Społecznej i Rodziny | 533            |                | 4,45%          |
| 9. | Majewska, Barbara (ur. 1966)               | 1     | Szydłowiec | PSL                      | członkini Zarządu Powiatu - Zdrowia, Opieki Społecznej i Rodziny (zastępczyni przewodniczącego)                                                                                      | 313            | 11             | 2,06%          |
| 10. | Mamla, Dariusz (ur. 1980)                  | 1     | Szydłowiec | PSL                      | I zastępca przewodniczącego Rady Powiatu - Edukacji, Kultury i Bezpieczeństwa - Zdrowia, Opieki Społecznej i Rodziny                                                                 | 430            | 169            | 8,34%          |
| 11. | Rejczak, Krzysztof Leszek (ur. 1979)       | 2     | Chlewiska  | PSL                      | członek Zarządu Powiatu - Edukacji, Kultury i Bezpieczeństwa (zastępca przewodniczącego)                                                                                             | 506            | 224            | 9,82%          |
| 12. | Siebyła, Karol Arkadiusz (ur. 1985)        | 1     | Szydłowiec | Porozumienie Gospodarcze | członek Zarządu Powiatu - Budżetu, Rozwoju Gospodarczego i Rolnictwa (zastępca przewodniczącej)                                                                                      | 542            | 69             | 3,57%          |
| 13. | Sierawski, Cezary Włodzimierz (ur. 1963)   | 3     | Jastrząb   | Samoobrona               | - Rewizyjna (przewodniczący) - Skarg, Wniosków i Petycji | 473            | 17             | 3,95%          |
| 14. | Sobutka-Klepaczewska, Agnieszka (ur. 1970) | 1     | Szydłowiec | Solidarny Samorząd       | - Zdrowia, Opieki Społecznej i Rodziny (przewodnicząca) - Rewizyjna (sekretarz) | 232            |                | 1,53%          |
| 15. | Sokołowski, Marek (ur. 1959)               | 1     | Szydłowiec | PiS                      | - Rewizyjna (zastępca przewodniczącego) - Skarg, Wniosków i Petycji (sekretarz) | 375            | 185            | 2,47%          |
| 16. | Szcześniak, Łukasz Konrad (ur. 1985)       | 1     | Szydłowiec | RN                       | - Skarg, Wniosków i Petycji (zastępca przewodniczącego) - Rewizyjna | 377            |                | 2,48%          |
| 17. | Woźniak, Roman Bogusław (ur. 1961)         | 3     | Orońsko    | PSL                      | Przewodniczący Rady Powiatu - Budżetu, Rozwoju Gospodarczego i Rolnictwa, - Powiatowa Rada Rynku Pracy - Rada Muzeum Ludowych Instrumentów Muzycznych w Szydłowcu                    | 391            | 201            | 3,26%          |
| Źródło: Wyniki wyborów do rady powiatu – powiat szydłowiecki: Wybory samorządowe 2018. Państwowa Komisja Wyborcza. [dostęp 2023-10-09]. |                                            |       |            |                          | |                |                |                |

### VII kadencja (2024–2029)
| # | Radny                                                    | Okręg                                                    | Gmina                                                    | Partia polityczna                                        | Funkcja / Komisja | Wynik wyborczy                                           | Wynik wyborczy                                           | Wynik wyborczy                                           |
| # | Radny                                                    | Okręg                                                    | Gmina                                                    | Partia polityczna                                        | Funkcja / Komisja | Głosy                                                    | +/−                                                      | %                                                        |
| --- | -------------------------------------------------------- | -------------------------------------------------------- | -------------------------------------------------------- | -------------------------------------------------------- | --- | -------------------------------------------------------- | -------------------------------------------------------- | -------------------------------------------------------- |
| 1. | Bąk, Zdzisław Tadeusz (ur. 1960)                         | 1                                                        | Chlewiska                                                | PiS                                                      | przewodniczący Koalicyjnego Klubu Samorządowego | 306                                                      | 159                                                      | 5,94%                                                    |
| 2. | Figarska, Alicja Bożena (ur. 1955)                       | 2                                                        | Orońsko                                                  | PiS                                                      | Radna Seniorka - Zdrowia, Opieki Społecznej i Rodziny | 476                                                      |                                                          | 3,94%                                                    |
| 3. | Gołosz, Anita Elżbieta (ur. 1973)                        | 2                                                        | Mirów                                                    | PO                                                       | Wicestarosta Szydłowiecka - Budżetu, Rozwoju Gospodarczego i Rolnictwa (przewodnicząca) - Edukacji, Kultury i Bezpieczeństwa - Zdrowia, Opieki Społecznej i Rodziny - Bezpieczeństwa i Porządku - Powiatowa Rada Rynku Pracy | 1 014                                                    | 668                                                      | 8,46%                                                    |
| 4. | Górlicki, Paweł (ur. 1964)                               | 1                                                        | Szydłowiec                                               | PSL                                                      | II zastępca przewodniczącego Rady Powiatu - Budżetu, Rozwoju Gospodarczego i Rolnictwa - Powiatowa Rada Rynku Pracy | 237                                                      | 35                                                       | 1,56%                                                    |
| 5. | Kuźdub, Robert Piotr (ur. 1981)                          | 2                                                        | Mirów                                                    | PiS                                                      | Wiceprzewodniczący Rady Powiatu - Edukacji, Kultury i Bezpieczeństwa | 533                                                      |                                                          | 4,45%                                                    |
| 6. | Majewska, Barbara (ur. 1966)                             | 1                                                        | Szydłowiec                                               | PSL                                                      | członkini Zarządu Powiatu - Zdrowia, Opieki Społecznej i Rodziny | 313                                                      | 11                                                       | 2,06%                                                    |
| 7. | Mamla, Dariusz (ur. 1980)                                | 1                                                        | Chlewiska                                                | PSL                                                      | - Skarg, Wniosków i Petycji (przewodniczący) - Rewizyjna (wiceprzewodniczący) - Budżetu, Rozwoju Gospodarczego i Rolnictwa                                                                                                   | 430                                                      | 169                                                      | 8,34%                                                    |
| 8. | Minda, Kamil (ur. 1979)                                  | 2                                                        | Mirów                                                    | PSL                                                      | Przewodniczący Rady Powiatu - Edukacji, Kultury i Bezpieczeństwa | 506                                                      | 224                                                      | 9,82%                                                    |
| 9. | Ruzik, Tomasz (ur. 1980)                                 | 1                                                        | Szydłowiec                                               | PiS                                                      | - Rewizyjna (sekretarz) | 473                                                      | 17                                                       | 3,95%                                                    |
| 10. | Siebyła, Karol Arkadiusz (ur. 1985)                      | 1                                                        | Szydłowiec                                               | PPS                                                      | członek Zarządu Powiatu - Budżetu, Rozwoju Gospodarczego i Rolnictwa - Bezpieczeństwa i Porządku | 542                                                      | 69                                                       | 3,57%                                                    |
| 11. | Sierawski, Cezary Włodzimierz (ur. 1963)                 | 2                                                        | Jastrząb                                                 | Samoobrona                                               | członek Zarządu Powiatu - Edukacji, Kultury i Bezpieczeństwa (przewodniczący) | 473                                                      | 17                                                       | 3,95%                                                    |
| 12. | Sobutka-Klepaczewska, Agnieszka (ur. 1970)               | 1                                                        | Szydłowiec                                               | PO                                                       | Wiceprzewodnicząca Rady Powiatu - Zdrowia, Opieki Społecznej i Rodziny (przewodnicząca) | 232                                                      |                                                          | 1,53%                                                    |
| 13. | Sokołowski, Marek (ur. 1959)                             | 1                                                        | Szydłowiec                                               | PiS                                                      | - Skarg, Wniosków i Petycji (sekretarz) | 375                                                      | 185                                                      | 2,47%                                                    |
| 14. | Szcześniak, Łukasz Konrad (ur. 1985)                     | 1                                                        | Szydłowiec                                               | RN                                                       | - Rewizyjna (przewodniczący) - Skarg, Wniosków i Petycji (wiceprzewodniczący) - Budżetu, Rozwoju Gospodarczego i Rolnictwa                                                                                                   | 377                                                      |                                                          | 2,48%                                                    |
| 15. | Warso, Wojciech Antoni (ur. 1960)                        | 2                                                        | Jastrząb                                                 | PSL                                                      | Wiceprzewodniczący Koalicyjnego Klubu Samorządowego - Edukacji, Kultury i Bezpieczeństwa | 391                                                      | 201                                                      | 3,26%                                                    |
| \| \| | – członkowie klubu radnych, Koalicyjny Klub Samorządowy. | – członkowie klubu radnych, Koalicyjny Klub Samorządowy. | – członkowie klubu radnych, Koalicyjny Klub Samorządowy. | – członkowie klubu radnych, Koalicyjny Klub Samorządowy. | – członkowie klubu radnych, Koalicyjny Klub Samorządowy. | – członkowie klubu radnych, Koalicyjny Klub Samorządowy. | – członkowie klubu radnych, Koalicyjny Klub Samorządowy. | – członkowie klubu radnych, Koalicyjny Klub Samorządowy. |
| Źródło: Kandydaci na radnych rady powiatu – powiat szydłowiecki: Wybory samorządowe 2024. Państwowa Komisja Wyborcza. [dostęp 2024-06-30]. |                                                          |                                                          |                                                          |                                                          | |                                                          |                                                          |                                                          |
| |                                                          |                                                          |                                                          |                                                          | |                                                          |                                                          |                                                          |